# Prieuré de l'Abbayette
Le Prieuré de l'Abbayette, datait du XIe siècle après son rétablissement. Il est construit par des moines de l'abbaye du Mont-Saint-Michel, à la Dorée en  Mayenne. Désormais, il en reste une ferme et une chapelle subsistante. Un bois, et une écluse porte aussi le nom d'Abbayette. Des douves et des étangs entouraient le village de l'Abbayette.

## Désignation
- Villa Arunton, 997 (Cartulaire de l'Abbayette, p. 11).
- Prior de Villarenton, 1210 (Cartulaire de l'Abbayette, p. 11).
- Abbatiola de Villarenton, Monachi de Abbatiola, 1235 (Cartulaire de l'Abbayette, p. 11).
- Nemus de Abbatiola, 1245 (Cartulaire de l'Abbayette, p. 11).
- La Baiette, 1550 (Insinuations ecclésiastiques).
- La Bayette, 1691 (Factum).
- L'Abbayette, 1700 (Hubert Jaillot).
- La Bayette (Carte d'État-Major).
- L'Abbayette, ferme et chapelle (Carte de Cassini).

## Histoire

### Origine
La plus ancienne dotation de l'abbaye du Mont-Saint-Michel en Mayenne fut le domaine de Villarenton qui, avec ses dépendances, constitua sans doute un établissement monastique. Les invasions normandes le firent disparaître, et la terre était possédée à la fin du Xe siècle par un seigneur nommé Yves Ier de Bellême, fils de Foucouin et de Rothaïs, qui, à la sollicitation pressante de l'abbé Mainard (991-1009) et de ses religieux, leur restitua Villarenton et sept autres terres de leurs anciennes possessions : Cantapia, Val Andrein, Lacerins, Montgulfon, Cardun, Larcellosa, Genet, que l'abbé Charles Pointeau identifie ainsi : Chantepie, Val-André, la Série, Villechardon, Lortière et le Genest. 
Montgulfon aurait été remplacé par la Pifetière et par les bois de l'Abbayette. Ce puissant seigneur, Yves Ier de Bellême, fils de Foulques et de Rothaïs, était neveu de l'évêque du Mans Sigefroi de Bellême. Il avait un autre oncle nommé Guillaume, deux sœurs Billehendis et Eremburgis, enfin plusieurs cousins : Guillaume, clerc, Robert, Suhart et un autre Guillaume, laïque. 
La charte qui contient cette restitution importante en laquelle interviennent le comte Hugues II du Maine et l'évêque Sigefroi de Bellême, se lit au cartulaire du Mont-Saint-Michel. Un factum du XVIIe siècle attribue la fondation de l'Abbayette à un seigneur de Pontmain, mais ces plaidoyers, quand ils ne rapportent que des traditions et non des textes, n'ont selon l'abbé Angot aucune valeur historique pour les époques très anciennes.

### Rétablissement
Le prieuré de l'Abbayette ou de Villarenton, restitué et rétabli au Xe siècle, était situé à 3 kilomètres au nord-ouest de la Dorée, sur l'un des chemins montois qui traversaient l'actuel département de la Mayenne pour se rendre à l'abbaye du Mont-Saint-Michel, celui qui, partant de Mayenne, entre en Normandie par le Pontaubré. Ce chemin est désigné sous le nom de voie de Saint-Michel, via Sancti-Michaelis, dans les chartes du XIIe siècle, et celui de grand chemin montais dans des titres de 1526 et 1547. Un affluent de la Cambre formait près de là quatre étangs.
Au don primitif de Villarenton s'ajoutèrent bientôt la cession des églises de Saint-Berthevin, de Lévaré, de la Tannière, qui constituèrent pour l'abbaye du Mont-Saint-Michel, dans cette région, un riche établissement. 
Deux chapelles importantes, de fondation ancienne, Saint-Thomas de la Censive, en Saint-Denis-de-Gastines, et Saint-Martin, au bourg de Montenay, furent annexées au prieuré de l'Abbayette qui possédait aussi un fief.

### Le Prieuré
Le prieuré n'est connu que sous le nom primitif de Villarenton jusqu'au milieu du XIIIe siècle. On le nomme encore la petite abbaye de Villarenton en 1235, abbatiola sua de Villarenton. Depuis lors, on l'appela absolument Abbatiola et, en français, l'Abbayette. 
Juhel III de Mayenne, à son départ pour la croisade (1190), se désista en faveur des religieux de ses prétentions sur le bois de Villarenton. Raoul de Gorram donna au prieur, vers l'an 1200, le droit de nourrir douze porcs dans sa forêt et la dîme du droit de pacage. Robert de Gorram, en 1235, abandonna aux moines les services et redevances qui lui étaient dus dans la paroisse de la Dorée, à condition que l'abbé du Mont-Saint-Michel enverrait à sa petite abbaye de Villarenton un religieux spécialement chargé de prier pour lui et pour ses parents ; ce qui ne suppose pas l'abandon du prieuré à cette époque, mais indique seulement que le nombre des religieux y fut augmenté. 
Un peu plus tard (1245), Guillaume de l'Ecluse fit don du pré Bordon, situé près du bois des religieux, afin qu'ils pussent y former un étang. Au XVe siècle, et jusqu’à l'introduction du Régime de la commende, l'Abbayette était annexée à la charge d'aumônier du Mont-Saint-Michel. Les bénédictins acquittèrent eux-mêmes ces différentes fondations jusqu'à la fin du XVe siècle. 

### La commende
A partir de cette époque, le prieuré tomba dans le Régime de la commende et le service religieux se fit par des chapelains,.
Les bénéficiers séculiers s'occupèrent peu de faire les réparations nécessaires. En 1757, l'état de la chapelle ne permettait plus d'y accomplir le service religieux. Le curé de la Dorée, dans l'église duquel les fondations étaient remplies, écrivit à l'évêque du Mans, le priant de presser les religieux de l'Abbaye du Mont-Saint-Michel de faire les réparations urgentes. Une restauration fut faite, puisque Michel Janin y célèbre la messe en 1783, et, après lui, Michel Ouvrard, curé de Fougerolles, jusqu'à la Révolution française.
Du 3 janvier 1791 au 4 mars 1791, la chapelle et tout le temporel du prieuré furent vendus nationalement en cinq adjudications, à différents particuliers,. 

## Chapelle
Au cours du XIXe siècle, deux frères, héritiers de l'acquéreur de la chapelle, se la partagèrent. Le premier, abattit aussitôt sa moitié pour en faire un carré de jardin. Le chevet resta debout grâce à la piété du second. La chapelle servait encore à la fin du XIXe siècle de but aux processions des Rogations, et de nombreux pèlerins y viennent invoquer l'archange Saint-Michel, patron de la bonne mort. La dévotion populaire a qualifié les trois statues des noms de saint Va, de saint Vient et de saint Tire-à-lui. Les statues de la chapelle moderne bâtie sur les fondations de l'ancien chœur sont une Vierge et Sainte-Marguerite, en bois, un moine tenant la queue d'un dragon, en pierre, mutilé. 

## Sources partielles
- « Prieuré de l'Abbayette », dans Alphonse-Victor Angot et Ferdinand Gaugain, Dictionnaire historique, topographique et biographique de la Mayenne, Laval, A. Goupil, 1900-1910 [détail des éditions] (BNF 34106789, présentation en ligne)